# 半面痉挛
半面痉挛或称面肌痉挛（Hemifacial spasm/ HFS）是一种罕见的神经肌肉疾病，表现为面部一侧不规律，非自主的肌肉收缩反应。 面部肌肉受面部神经（第七脑神经）控制，面部神经起始于脑干终止于颅骨耳部下侧后分为五束。
这种疾病一般分为典型和非典型性。在典型性面部痉挛中，抽搐通常起始于下眼睑眼轮匝肌，逐渐发展到整个整个眼睑，拓展到嘴唇的口轮匝肌，以及颊骨部位的腮肌。 在非典型性面部痉挛中，症状反方向进行，抽搐起始于嘴唇的口轮匝肌和面部下侧的颧骨腮肌，上升到眼睑的眼轮匝肌。典型面部痉挛较为常见，非典型性见发与患者中的2%到3%。 面部痉挛在一般人群中的发病率约为一百万分之零点八（0.8/1,000,000 ）。
这种病症在男女中都有发生，但常见于中年及老年女性。面部痉挛更常见于亚裔人群中。 此病的诱因可能为面部神经损伤，肿瘤，及其他未知原因。面部两侧同时痉挛的患者极为罕见。

## 历史
最早由Shultze和Gowers分别在1875和1899年对于面部痉挛进行了描述。对其致病的原因和病发的位置长期以来广泛争议。20世纪早期对于面部痉挛的手术治疗包括神经松解术（破坏神经组织），拉伸面部神经（第七脑神经），以及高压乳酸盐林格溶液神经冲洗术。理疗包括神经乙醇注射，点刺激，毒素治疗（硝酸银，锌，砷，溴化物）以及苯妥英和其他抗痉挛药物治疗。
直到七十年代中期对于面部痉挛的致病因的理解和治疗方法才有了大的进步。1977年，应用手术显微术对47例面部痉挛通过对面部神经进行微血管减压术进行了治疗。手术结果显示在所有病例的面部神经根出脑干区发现神经管干扰（珠光瘤），神经根出脑干区域位于中央轴突的神经胶质终止和外围神经轴突髓鞘起始处。这一结果支持了血管压迫面部神经造成面肌痉挛的理论，并指出了受长期压迫造成功能异常的面部神经具体部位。

## 成因

面神经 (第七脑神经)

三种理论试图解释面肌痉挛症中的神经功能异常原因。假突触传递：脱离髓鞘的神经元对另一神经造成虚假的刺激传递信号造成神经功能异常。第二种理论认为由于压迫作用使得面部神经根出区域神经元轴突的异常活动造成神经功能异常。第三种“兴奋理论”认为 损伤的面部神经对面部神经元核进行反馈造成神经功能异常。

普遍认为面部痉挛是由于后循环血管对神经的压迫造成的。具体来说延长扩张型脊椎动脉对于第七脑神经的压迫被认为是造成面部痉挛的原因，另外有1%的病例是由肿瘤造成的。 半面痉挛在亚洲人口中比较常见.
在一些出现面部痉挛的家庭中进行的基因病理学研究表明，似乎有低外显率的显性遗传。出去早年发病的情况外，显示出遗传特性。

## 诊断
有几种不同的测试诊断方法。从一个完整的神经学检查开始，包括肌电图，（EMG,一种测量和记录肌肉在松弛和收缩反应时的电活动），磁共振成象（MRI,应用磁波成像颅内结构），计算机断层扫描（CT扫描，使用x射线检查血管）。
研究表明，最有效的面部痉挛检查方法是核磁共振。在一项研究中表明，25%的CT扫描显示出面肌痉挛症状，而超过一半的核磁共振检测出血管异常。因此核磁共振应该作为面肌痉挛的首先检测方法。

## 治疗方法和副作用
轻微的面肌痉挛可以使用镇静剂或者卡巴咪嗪 （carbamazepine，一种抗痉挛药物）进行缓解。
注射肉毒毒素和微血管减压术是治疗面肌痉挛的主要方法。

### 微血管减压术
微血管减压术是目前最为常用的手术治疗方法。微血管压迫面部神经是造成大多数面肌痉挛的主要成因。治痊率达到80%上，复发率约10%。 即使经过良好的手术，有时会有严重的并发症，包括小脑血肿或肿胀，脑干梗塞，脑梗死，膜下血肿和颅内梗死。死亡和永久性残疾（失聪）的发生率为2%。

### 肉毒素注射
肉毒素对于面部痉挛非常有效，它跟手术治疗有相同的成功率，但是需要每3到6个月再次注射，这种治疗是非永久性的。

## 引用
1. 1 2 3  Kong, Doo-Sik; Kwan Park. . Journal of Korean Neurological Society. 5. 2007, 42 (5): 355–362. doi:10.3340/jkns.2007.42.5.355.
2. 1 2  Jannetta, PJ. . Journal of Neurosurgery. 2. 1998, 88: 346–7.
3. ↑  Ryu, H.; Yamamoto S., Miyamoto T. . Acta Neurochir. 1998, 40 (11): 1173–76. doi:10.1007/s007010050233.
4. 1 2 3  Fukushima, T. . Neurovascular surgary (New York: McGraw Hill). 1995: 1133–45.
5. ↑  . National Institute for Neurological Disorder and Strokes.
6. ↑  Wilkins, RH. . Surgical Neurology. 1991, 36 (4): 251–77. PMID 1948626. doi:10.1016/0090-3019(91)90087-P.
7. 1 2  Gardner, J.W.; Sava, Gerard A. . Journal of Neurosurgery. 1962, 27 (3): 240–47. doi:10.3171/jns.1962.19.3.0240.
8. ↑  Jannetta, PJ. . Trans Am Neurol Assoc. 1975, 100: 89–91. PMID 1226647.
9. ↑  Jannetta, PJ; Abbasy M, Maroon JC, Ramos FM, Albin MS. . Journal of Neurosurgery. 1977, 47 (3): 321–8. PMID 894338. doi:10.3171/jns.1977.47.3.0321.
10. 1 2 3  Eby, Joesph; Sung Tae Cha,Hrayr K. Shahinian. . The Journal of Craniofacial Surgery. 2002, 13 (1): 90–95. PMID 11887002. doi:10.1097/00001665-200201000-00021.
11. ↑  Rahman, M.D. Ersalan; Jonathan D. Trobe, and Stephen S. Gebarski. . American Journal of Ophthalmology. June 2002, 133 (6): 854–855. doi:10.1016/S0002-9394(02)01387-9.
12. ↑  Caces, F; Chays A, Locatelli P, Bruzzo M, Epron JP, Fiacre E, Magnan J. . Rev Laryngol Otol Rhinol (Bord). 5. 1996, 117: 347–51.
13. ↑  Lee SH, Rhee BA, Choi SK, Koh JS, Lim YJ; Jankovic J. . Acta Neurochir (Wien). 11. 2010, 150 (11): 1901–8. doi:10.1007/s00701-010-0796-1.
14. ↑  Zappia JJ; Wiet RJ; Chouhan A; Zhao JC, JJ; Wiet, RJ; Chouhan, A; Zhao, JC. . The Laryngoscope. 4. 1997, 107 (4): 461–465. PMID 9111374. doi:10.1097/00005537-199704000-00007.
15. 1 2  I. T. Lorentz. . Journal of Clinical Neuroscience. 2. 04/1995, 2.
16. ↑  Alexander GE, Moses H. Carbamazepine for hemifacial spasm Neurology. 1982, 32: 286–287. 缺少或|title=为空 (帮助)
17. ↑  PiattJH,J'r, Wilkins RH., JH; Wilkins, RH. . Neurosurgery. 1984, 14 (4): 462–71. PMID 6728149. doi:10.1227/00006123-198404000-00012.
18. ↑  HanakitaJ, Kondo A., J; Kondo, A. . Neurosurgery. 1988, 22 (2): 348–52. PMID 3352885. doi:10.1227/00006123-198802000-00012.
19. ↑  Tan, Eng-ing; Stephanie Fook-Chong, Sau-Ying Lum, Erle Lim. . Journal of the Neurological Sciences. 2004-01-16, 219 (1–2): 151–155. PMID 15050451. doi:10.1016/j.jns.2004.01.010.
20. ↑  LoeserJD, ChenJ., John D.; Chen, James. . Neurosurgery. 1982, 13 (2): 141–46. doi:10.1227/00006123-198308000-00006.

- . National Institute of Neurological Disorders and Stroke. 2011-10-11  [2012-01-06]. （原始内容存档于2011年12月28日）.